# Vireó de bigotis
El vireó de bigotis (Vireo altiloquus) és un ocell de la família dels vireònids (Vireonidae).

## Hàbitat i distribució
Habita manglars, bosc obert, fruiters i ciutats a les àrees costaneres i illes al centre i sud de Florida, Bahames, Antilles, illes Caiman, Providencia, Santa Catalina, San Andrés, i des de les Antilles Neerlandeses cap a l'est fins l'illa Margarita.